# Friedrich Melchior von Grimm
Friedrich Melchior von Grimm (ur. 26 grudnia 1723 w Ratyzbonie, zm. 19 grudnia 1807 w Gocie) – baron, niemiecki pisarz.

## Życiorys
Grimm był synem pastora, lecz sam wyznawał poglądy prorewolucyjne. Jego bliskim przyjacielem w Paryżu był Jean-Jacques Rousseau, który protegował go we francuskich salonach. Grimm okazał się jednak niewdzięczny. Bardziej doceniał znajomość z Denisem Diderotem.
Zorganizował w Paryżu azyl dla Niemców, których pociągał Paryż i ideały oświeceniowe. Protegował Wolfganga Amadeusa Mozarta podczas jego pierwszej wizyty w tym mieście. Grimm był człowiekiem przyjmującym często postawę „świętoszka”.
Od 1748 przebywał w Paryżu, gdzie zaprzyjaźnił się z Diderotem i Louise d’Épinay, z którą połączył go wieloletni romans. Od 1753 redagował „Correspondance littèraire, philosophique et critique”, piśmienne biuletyny będące sprawozdaniami o nowych zjawiskach w życiu artystycznym Francji. W ciągu 36 lat w najlepszej francuszczyźnie relacjonował w nich przejawy francuskiej literatury i sztuki. Biuletyn abonowało wielu ówczesnych dostojników i głowy koronowane, między innymi król Polski August III Sas.